# Julie Hanta Razafimanahaka
Julie Hanta Razafimanahaka est une biologiste malgache impliquée dans les efforts pour la conservation et la protection de quelques-unes des espèces et des forêts les plus menacées de Madagascar.

## Biographie
Julie Hanta Razafimanahaka intègre Madagasikara Voakajy, une organisation caritative destinée à la conservation de la biodiversité dans l'est de Madagascar, en 2003 en tant qu'interne et s'est révélée être une voix énergique en faveur de la protection de la vie sauvage dans un pays connu à la fois pour ses espèces endémiques et pour les menaces systémiques auxquelles elles doivent faire face. Elle a fréquenté l'université d'Antananarivo, étudiant dans le département des eaux et forêts. Elle a ensuite obtenu une maîtrise ès sciences en écologie appliquée et conservation de l'université d'East Anglia. À Madagaskara Voakajy, elle a participé à de nombreux projets axés sur la conservation.
Elle s'intéresse d'abord aux chauves-souris entre 2004 et 2007, notamment à Triaenops menamena, une espèce endémique de Madagascar.
Elle est passée de stagiaire à chef de projet puis à chef de projet chez Madagaskara Voakajy. Elle est devenue ensuite directrice de Madagasikara Voakajy en 2011 qui est officiellement membre depuis février 2016 de l'UICN. Dans le cadre de ce travail, elle se rend dans les villages locaux pour éduquer les gens sur les différentes actions de conservation, en se concentrant en particulier sur le rôle des femmes au foyer dans la perpétuation des efforts de conservation locaux. En tant que directrice, elle est également responsable du maintien des fonds de l'organisation, de la mise en œuvre du projet, du maintien des relations avec les organisations partenaires tout en se concentrant sur l'éducation des jeunes et des femmes de Madagascar sur la faune qui est sa passion, en particulier les lémuriens et les chauves-souris. Elle alerte sur la disparition des lémuriens, qui font l'objet de braconnage, notamment par des orpailleurs clandestins,.
Interrogée sur sa vocation, elle a expliqué : « Je me suis intéressée spécifiquement à la conservation quand j'ai rencontré pour la première fois l'Indri, le plus gros des lémuriens existant, à l'âge de 13 ans. Ce fut une grande expérience que je continue à vouloir renouveler.(I became specifically interested in conservation when I first encountered Indris, the largest extant lemur, at the age of 13. This was a great experience that I still want to renew.) ». Elle a ensuite été attirée par le travail de conservation non seulement pour protéger ces créatures, mais pour voyager dans son pays et découvrir les différentes espèces sauvages qui y habitent. Elle a été auteur de plusieurs articles, contribuant à la diffusion de la situation de la conservation à Madagascar et à l'étranger.

## Prix et distinctions
Julie Hanta Razafimanahaka a reçu plusieurs distinctions. Elle a reçu en août 2015 le "Young Women Conservation Biology Award" de la Société pour la Biologie de la Conservation ainsi que le "Marsh Award for Terrestrial Conservation Leadership". 
Elle a également reçu une subvention de Darwin Initiative pour la réalisation de l'un de ses projets, ce qui lui a permis d'obtenir un M.Sc. en Ecologie Appliquée et Conservation à l'Université d'East Anglia, et elle avait déjà obtenu en 2011 une place dans le programme Kinship Conservation Fellows où elle a poursuivi son travail sur le thème du commerce soutenable des espèces endémiques malgaches occidentales. Elle a été invitée à prendre la parole dans plusieurs événements importants tels que le "Bat Summit" au Kenya, organisé par Bat Conservation International. En 2021, elle reçoit le prix Tusk pour la conservation en Afrique.

## Publications
Parmi les publications à son actif :
- (en) A.F. Kofoky, D. Andriafidison, F.H. Ratrimomanarivo, H.J. Razafimanahaka, D. Rakotondravony, P.A. Racey et R.K.B. Jenkins, « Habitat use, roost selection and conservation of bats in Tsingy de Bemaraha National Park, Madagascar », Biodiversity and Conservation, vol. 16,‎ 2007, p. 1039-1053 (ISBN 978-1-4020-6319-0, DOI 10.1007/978-1-4020-6320-6_14, lire en ligne [PDF])
- N. Piludu, N. Dubos, H.J. Razafimanahaka, P. Razafindraibe, C.J. Randrianantoandro, et R.K.B. Jenkins. "Distribution, threats and conservation of a Critically Endangered amphibian (Mantella aurantiaca) in Eastern Madagascar", Herpetology Notes, vol. 8, 2015, p. 119-123.
- Jenkins, Richard KB, Aidan Keane, Andrinajoro R. Rakotoarivelo, Victor Rakotomboavonjy, Felicien H. Randrianandrianina, H. Julie Razafimanahaka, Sylvain R. Ralaiarimalala, and Julia PG Jones. "Analysis of patterns of bushmeat consumption reveals extensive exploitation of protected species in eastern Madagascar." PloS one 6, no. 12 (2011).
- Razafimanahaka, Julie H., Richard KB Jenkins, Daudet Andriafidison, Félicien Randrianandrianina, Victor Rakotomboavonjy, Aidan Keane, and Julia PG Jones. "Novel approach for quantifying illegal bushmeat consumption reveals high consumption of protected species in Madagascar." Oryx 46, no. 4 (2012): 584-592.
- Rakotomamonjy, S. N., J. P. G. Jones, J. H. Razafimanahaka, B. Ramamonjisoa, and S. J. Williams. "The effects of environmental education on children's and parents' knowledge and attitudes towards lemurs in rural M adagascar." Animal Conservation 18, no. 2 (2015): 157-166.
- Kofoky, Amyot, Daudet Andriafidison, Fanja Ratrimomanarivo, H. Julie Razafimanahaka, Daniel Rakotondravony, Paul A. Racey, and Richard KB Jenkins. "Habitat use, roost selection and conservation of bats in Tsingy de Bemaraha National Park, Madagascar." In Vertebrate Conservation and Biodiversity, pp. 213-227. Springer, Dordrecht, 2006.
- Rakotoarivelo, Andrinajoro R., Julie H. Razafimanahaka, Sahondra Rabesihanaka, Julia PG Jones, and Richard KB Jenkins. "Lois et règlements sur la faune sauvage à Madagascar: Progrès accomplis et besoins du futur." Madagascar Conservation & Development 6, no. 1 (2011).
- St John, F., Daniel Brockington, Nils Bunnefeld, Rosaleen Duffy, Katherine Homewood, Julia PG Jones, A. Keane, Eleanor J. Milner-Gulland, Ana Nuno, and J. Razafimanahaka. "Research ethics: assuring anonymity at the individual level may not be sufficient to protect research participants from harm." (2016).